# میلوتین شوشکیچ
میلوتین شوشکیچ (انگلیسی: Milutin Šoškić) (۳۱ دسامبر ۱۹۳۷ – ۲۷ اوت ۲۰۲۲) بازیکن فوتبال صرب‌تبار اهل یوگسلاوی بود.
از باشگاه‌هایی که وی در آن بازی کرد می‌توان به باشگاه فوتبال کلن و باشگاه فوتبال پارتیزان اشاره کرد.
وی در مسابقات کشوری و بین‌المللی در مجموع برندهٔ ۱ مدال طلا، ۱ مدال نقره شده‌است.